# Labastide-du-Haut-Mont
Labastide-du-Haut-Mont là một xã thuộc tỉnh Lot trong vùng Occitanie phía tây nam nước Pháp.